# Albanum Maleficarum
El Albanum Maleficarum es un antiquísimo grimorio (libro mágico) de magia ritual o ceremonial, que enseña a practicar un tipo de brujería llamada artes cápricas. Son un conjunto de prácticas andalusíes extintas que tuvieron su florecimiento en la zona de Jerez de la Frontera y Sanlúcar de Barrameda durante la época de al-Ándalus. Posteriormente, los pueblos gitanos promovieron la aparición de unas creencias supersticiosas en Viena (Austria), basadas en las Artes Cápricas y bautizadas como "sacrocaprismo". Esta pseudociencia esotérica, tuvo especial influencia en Andalucía Occidental, pero actualmente parece ser que no cuenta con muchos seguidores.

## Capricúo
Según el libro, Capricúo (en latín, Capricuum) fue un mago que vivió hace muchos siglos en la zona sur de Hispania, y que recibió la Sabiduría Suprema por intercesión divina y logró descubrir el arte de la magia y dominarla descubriendo así esta ciencia oculta. Escribió amplios tratados de hechicería, ciencia, alquimia y conjuración en una lengua secreta inventada por él mismo. Según el grimorio, Capricúo se transformó accidentalmente en cabra. Todos estos hechos acaecieron según los estudiosos, antes de la primera venida de Cristo, al parecer durante la dominación romana. La leyenda de la cabra del Montesabio, circula aún hoy por entre los hombres de campo que habitan en Estella del Marqués (Cádiz).

## Autor de la obra
En el año 997, Capricúo tradujo sus escritos al hebreo y se los dio a un morisco de Sherish, cuya identidad no aparece en el libro.
Este morisco tradujo los escritos al árabe hispano y además incluyó sus propios testimonios como mago y varios consejos, además narra apariciones de entidades sobrenaturales y experiencias propias. El libro fue fruto de sus investigaciones sobre las Artes Cápricas y además, la filosofía del sacrocaprismo, además de otras creencias supersticiosas. Aunque al final el autor aclara que el libro lo ha escrito por inspiración de Capricúo.

## Historia
En el año 1601 se redescubrió dicho libro en Sanlúcar de Barrameda, donde había permanecido oculto, y se tradujo del árabe al latín. Se llamó “El Libro del Blanco Amuleto”. Se publicó en Valencia, Aquisgrán, Lyon y Venecia, pero la mayoría de las ediciones dicen proceder de Basilea, para burlar a los clérigos. Se llegaron a hacer 25 ediciones en un periodo de 110 años, por lo que serían un total de 30.000 ejemplares. Ahí fue cuando su fama se extendió por toda Europa llegando a ser un manual imprescindible para cualquier mago, alquimista, brujo, hechicero, vidente o filósofo.
Quizá no haya habido nunca un libro más deseado y valioso, ni que despertase más pasiones y ganas de poseerlo, hasta el punto de que muchas personas enloquecieron, enfermaron o se arruinaron, solo por intentar conseguir un ejemplar del mismo, o por poner en práctica los maravillosos rituales que en él se contenían.

## Desaparición
Ya en el siglo XVIII la Inquisición española, comenzó a condenar a personas por poseer dicho libro que fue considerado demoníaco. Tengamos en cuenta que en aquella época cualquier obra que contuviese símbolos extraños e ilustraciones surrealistas era mal vista. Es por esto que solicitaron a la Santa Sede su prohibición, y así se hizo en 1711, cuando fue incluido en el Index Librorum Prohibitorum. Tras esto el libro se dejó de publicar y de vender. Además, la gran mayoría de sus ejemplares fueron destruidos o quemados, y por tanto desaparecieron.

## Reaparición
En 1879, se halla casualmente un ejemplar en latín que había sido emparedado en el muro de una antigua casa sevillana que estaba siendo demolida. Un transeúnte lo recogió, e interesado lo tradujo al castellano. Desde entonces su familia se encarga de custodiar la traducción, que es de una colección particular.
Hoy en día es imposible conseguir una edición del libro, pues sólo se conserva el ejemplar español de 1879 y una copia del mismo. Al parecer no se conserva ningún ejemplar anterior a estas fechas, pero ciertos rumores afirman que la Biblioteca del Vaticano custodia con recelo un ejemplar en latín, encadenado para que ningún incauto lo abra y lo lea, o para que el libro no salga de allí. Circulan rumores de que en Jerez de la Frontera se llegó a ocultar el libro durante siglos, hasta que supuestamente la Santa Sede lo reclamó mediante una bula papal. Incluso se dice que el libro permanece envuelto constantemente en unas llamas inapagables que no queman al que las toca. Estas habladurías sin fundamento forman parte de la leyenda y el misticismo que hoy en día rodea al grimorio, cuya fama hace ya años que se extinguió, y su recuerdo desapareció con el paso del tiempo.

## Contenido
Por las diversas traducciones y demás autores que han dejado huella en el grimorio, se hace notar la presencia de diversos estilos en la forma del libro. Cada tratado difiere en algún modo del siguiente, en el estilo, así como en la forma de expresar los conceptos o de relatar las historias. El grimorio se halla dividido en nueve capítulos que son llamados "tratados". También se pueden distinguir tres partes.

### Primera Parte
Tras un breve íncipit y una historia sobre el origen del libro, la primera parte introduce al lector a la magia. Describe con detenimiento como ha de ser el buen mago, como ha de aprender, como ha de vestir, dónde puede invocar a los espíritus y como tiene que ejercer los "experimentos". Además nos lista todos los objetos encantados que se han de usar o que pueden ser útiles para la magia, y cómo hay que fabricarlos y en qué momento.

### Segunda Parte
En la segunda parte el autor nos explica con detenimiento y exactitud todo lo relacionado con Capricúo, la Cabra del Montesabio, y dónde habita, cómo se comporta y en qué forma nos debemos de dirigir a ella. Nos explica también cómo hay que llamarla y de qué formas se nos presenta.

### Tercera Parte
La tercera y última parte contiene todos los conjuros, hechizamientos, sortilegios y encantamientos de las Artes Cápricas. Cómo hallar el amor, el modo de maldecir, aprender a volar, visitar la oscura morada de Capricúo, hallar tesoros, minas y reliquias escondidas, ganar a la lotería, invocar entidades sobrenaturales al servicio de la Cabra, someter demonios, o de cómo fabricar talismanes. También contiene un apéndice llamado "Pseudomonarchia Satyri" que contiene más de cuarenta mandatarios del Montesabio al servicio de su Emperador Capricúo y que se presentan en forma de faunos y sátiros.

## El poder del libro
A lo largo de los siglos se le han atribuido cualidades mágicas, y la capacidad de otorgar el conocimiento sobre todo lo creado al que lo leyese entero, además de grandes poderes y virtudes. Aunque el mismo libro advierte en su prólogo que el lector podría hasta enloquecer al acabar la lectura. Su contenido se ha considerado de suma valía, por lo que se sabe que numerosos amanuenses y editores se dedicaron a extraer conjuros del libro y copiarlos para luego venderlos a precios desorbitados, o bien usarlos para propio beneficio, o bien para copiarlos en otros grimorios. 
También proliferaron ediciones falsas del libro, malas traducciones, e incluso se vendieron conjuros con el falso pretexto de que pertenecían al codiciado grimorio, tan sólo para poder lucrarse con el engaño.

## Crítica actual
El bibliotecario Bernardo Barreiro (descubridor del Libro de San Cipriano en 1885) opina que es probable que el Albanum sea una farsa del siglo XVII, ya que el libro se haya claramente cristianizado, con el fin de suavizar el contenido. Además considera a Capricúo como un invento para sustituir la influencia del Demonio en las prácticas mágicas con el fin de que la Inquisición pasara estas prácticas por alto. Otros más escépticos consideran que el libro no existe como tal y que se trata de todo un invento del siglo XVIII, cuando el interés por la brujería estaba mermando, por la Revolución Científica de la época.